# Vesna Pusić
Vesna Pusić (uitspraak [ʋɛ̂sna pǔːsitɕ]) (Zagreb, 25 maart 1953) is een Kroatische liberale politicus. Ze was tot 2017 lid van de Kroatische Volkspartij en sindsdien van de liberale partij Glas.
In de jaren negentig begon Pusić haar carrière in de nationale politiek. Ze werd vanaf 2000 zesmaal op rij verkozen in het parlement van Kroatië. Tussen december 2011 en januari 2016 was ze als minister van Buitenlandse en Europese Zaken actief in het kabinet van de centrumlinkse premier Zoran Milanović. Vanaf november 2012 fungeerde ze tevens als vicepremier.
Pusić is een uitgesproken liberaal en is een groot voorstander van Europese integratie, gendergelijkheid en lgbt-rechten. Tussen 2000 en 2008 en tussen 2013 en 2016 was ze partijleider van de Kroatische Volkspartij.

## Biografie
Pusić is de dochter van jurist en professor Eugen Pusić en Višnja Pusić. In 1971 behaalde ze haar gymnasium-diploma. Tussen 1971 en 1976 studeerde Pusić sociologie en filosofie. In 1984 behaalde ze een doctoraat in de sociologie. Naast haar universitaire opleiding was Pusić tevens actief in verschillende onderzoeksgroepen. Tussen 1975 en 1979 was ze een lid van de International Research Group voor industriële democratie in Europa. Tevens was ze tussen 1976 en 1978 onderzoeker aan het Instituut voor Sociologie aan de Universiteit van Ljubljana. In 1978 was Pusić een van de oprichters van de feministische organisatie Žena i društvo in Joegoslavië. Ze werd bekritiseerd door de autoriteiten voor haar bijdrage aan de organisatie.
In 1990 was Pusić een van de 28 oprichters van de Kroatische Volkspartij. Twee jaar later verliet ze de partij om in 1997 terug te keren. Pusić was parlementslid voor haar partij tussen 2000 en 2011 en was tevens partijvoorzitter tussen 2000 en 2008 en opnieuw tussen 2013 en 2016.
Tussen 2005 en 2011 was ze voorzitter van de parlementaire groep die toezicht hield op de toetreding van Kroatië tot de Europese Unie. Het comité bestond uit parlementsleden, vertegenwoordigers van de president, academici, werkgevers en vertegenwoordigers van de vakbonden. Tevens was Pusić vicepresident van de partij Alliantie van Liberalen en Democraten voor Europa (ALDE).
In 2009 was Pusić kandidaat voor de Kroatische presidentsverkiezingen. Ze ontving 7,25% van de stemmen en eindigde daarmee op de vijfde plek, niet genoeg om mee te mogen doen aan de tweede ronde. In 2011 werd ze benoemd tot minister van Buitenlandse en Europese Zaken in het kabinet van Zoran Milanović. Een jaar later werd ze tevens aangesteld als vicepremier. Ze behield beide functies tot het aantreden van een nieuwe regering in januari 2016.
Na de tussentijdse parlementsverkiezingen van 2016 verliet Pusić de Kroatische Volkspartij om samen met drie andere parlementariërs de nieuwe partij Glas op te richten.
- International Standard Name Identifier: 0000 0000 3922 8169
- Library of Congress Control Number: no91010322
- Nationale Bibliotheek van Tsjechië: js20241230227
- Nederlandse Thesaurus van Auteursnamen: 297286021
- Système universitaire de documentation: 197319955
- Virtual International Authority File: 66032720
- WorldCat: E39PBJvtcQhtFtkJQVJQpGGbVC